# Boubacar Guiro
Pour les articles homonymes, voir Guiro.
Boubacar Guiro, décédé le 30 octobre 2012 à Dakar, est un comédien et metteur en scène sénégalais.

## Biographie
Metteur en scène de théâtre, il est pensionnaire du théâtre national Daniel-Sorano de Dakar pendant une trentaine d'années, aux côtés d'Oumar Seck. En 1993, il monte sa pièce Khar Yalla à Sorano, vision  critique du Sénégal. Fin 2006, il met en scène Bokk Afrik de l’écrivain Cheik Aliou Ndao.
Il est également acteur pour le cinéma, notamment dans le film Le Grotto du burkinabè Jacob Sou, adapté d’une pièce de Bernard Dadié.
Il assume aussi durant sa carrière les fonctions de directeur de l’ensemble lyrique traditionnel et de directeur de la production à Sorano.
En retraite, il poursuit ses activités, participant, le 3 avril 2010, à l’inauguration du Monument de la Renaissance africaine en interprétant le rôle principal dans La Tragédie du roi Christophe.
Il a pour neveu le réalisateur, scénariste et chef opérateur Hefse Guiro.

## Distinctions
Boubacar Guiro a reçu le Grand Prix du chef de l’État pour les arts en février 2001. 